# Laurent Truguet
Laurent Jean François Truguet (Toulon, 10 januari 1752 – aldaar, 26 december 1839) was een Franse admiraal en minister.

## Biografie

### Periode voor de Franse Revolutie
Laurent Truguet was de zoon van een admiraal en volgde in zijn carrière die van zijn vader. In 1765 werd hij garde de la marine in Toulon en diende de volgende jaren tijdens vele reizen. Acht jaar later, in 1773, werd hij bevorderd tot enseigne de vaisseau. Tijdens de Amerikaanse Onafhankelijkheidsoorlog diende hij onder Charles Hector d'Estaing en was hij aanwezig bij de aanval op Saint Lucia. Kort daarop volgde de promotie tot luitenant en in september van dat jaar redde hij het leven van admiraal d'Estaing tijdens een aanval op Savannah. Hiervoor kreeg Truguet de Orde van de Heilige Lodewijk.
Na de Amerikaanse Onafhankelijkheidsoorlog kreeg Truguet het commando over een eigen schip, maar zijn vriend de Graaf van Choiseul-Gouffier zorgde ervoor dat hij een functie kreeg bij de Franse ambassadeur in Constantinopel. Tijdens de periode dat Truguet in het Ottomaanse Rijk was bestudeerde hij de hydrografie van de Dardanellen en de Zee van Marmara. Ook was hij betrokken bij de onderhandelingen met de beys van Egypte om een nieuwe handelsroute voor Frankrijk te openen richting India. In 1788 keerde Truguet terug naar Frankrijk.

### Franse Revolutie
Bij het uitbreken van de Franse Revolutie had Truguet het commando over een eigen schip en in 1791 kreeg hij de promotie tot kapitein. In juli 1792 volgde de promotie tot rear admiral en in die maand kreeg hij het commando over de schepen die voor anker lagen bij Toulon. Met zijn vlaggenschip de Tonnant zeilde hij uit en bombardeerde hij de steden Nice en Oneglia. Hij slaagde er niet in om de stad Cagliari op dezelfde wijze te treffen. In 1792 deed Truguet ook het eiland Corsica aan waar hij te gast was bij vele belangrijke families. Zo kwam hij ook over de vloer bij de Bonapartes. Hij zou hierbij ook zijn oog hebben laten vallen op zestienjarige Elisa Bonaparte.
In januari 1794 werd Truguet gevangen genomen door de Comité de salut public. Hij wist aan de guillotine te ontkomen doordat datzelfde jaar nog de Thermidoriaanse Reactie uitbrak waarin hij werd vrijgelaten. Pas in april 1795 keerde Truguet terug bij de marine en een maand later werd hij aangesteld als viceadmiraal.
In november volgde de benoeming tot Minister van Marine en van Koloniën door het Directoire. Vanuit deze functie was Truguet ook betrokken bij de mislukte invasie van Ierland in 1796. Als Minister van Koloniën was hij ook voorstander van het aangaan van allianties met de gekleurde mensen in de Caraïben tegen de slavenhandelaren. Truguet verdedigde zijn emancipatiepolitiek tegenover Napoleon Bonaparte. Hij stond dan ook bekend als een progressieve republikein en gold als een medestander van Toussaint Louverture in Parijs. In juli 1797 werd Truguet alweer vervangen als minister en een paar maanden later werd hij benoemd tot ambassadeur in Spanje. Truguet verbleef daar tot juni 1798 en daarna wisten zijn tegenstanders hem naar de Bataafse Republiek verbannen te krijgen.

### Onder Napoleon
Na de machtsgreep van Napoleon stond hij Truguet toe om terug te keren naar Frankrijk en werd hij Staatsraad. In juni 1801 kreeg hij het commando over de vloot van de Middellandse Zee die geformeerd werd bij Cádiz. Twee jaar later volgde de overplaatsing naar Brest. In 1804 nam hij ontslag uit de marine uit onvrede over het uitroepen van het Franse keizerrijk. In de vijf jaar die daarop zouden volgen bleef Truguet werkeloos. In 1809 keerde hij na een Britse aanval op het Île d'Aix terug bij de marine en kreeg hij het commando over een eskadron bij Rochefort.
Truguet werd in 1811 aangesteld tot zeeprefect voor het zojuist ingelijfde Koninkrijk Holland. Tijdens de Omwenteling van 1813 bleef Truguet achter in Amsterdam, terwijl de meeste Franse bestuurders al waren vertrokken. Op 25 november werd hij gearresteerd en voerden de commissarissen-generaal van Amsterdam, Joan Melchior Kemper en Cornelis Anthony Fannius Scholten, onderhandelingen met Gabriel Jean Joseph Molitor om hem uit te ruilen met Nederlandse krijgsgevangenen in Utrecht.

### Laatste jaren
Na de abdicatie van Napoleon in april 1814 keerde Truguet terug naar Frankrijk en daar verkreeg hij van de Bourbons het Legioen van Eer. Tijdens de Honderd Dagen trad hij niet in dienst bij de keizer. Na de definitieve nederlaag van Napoleon benoemde Lodewijk XVIII van Frankrijk Truguet tot commandant te Brest. Koning Lodewijk Filips onderscheidde Truguet in 1830 met het equivalent van een maarschalksstaf voor de marine.